# Московский детский фонд
«Московский детский фонд» (Региональный общественный благотворительный фонд) — региональный общественный благотворительный фонд, прекративший деятельность в 2017 году.

## История
Московский детский фонд был основан в 1988 году.
Президент Фонда — Митрофан Яковлевич Студеникин — советский и российский педиатр, академик РАМН, Почётный директор Института педиатрии РАМН.
Председатель правления Фонда — Елена Анатольевна Фонарёва — общественный деятель, лауреат Премии Правительства РФ в области культуры.

### Основные направления работы
Содействие в решении проблем московского детства, оказание различных видов помощи семьям и детям, попавшим в экстремальные ситуации, детям-сиротам, детям из опекунских семей, детям-инвалидам и т. д.
Фондом была разработана и осуществлена модель первого в стране Центра социальной адаптации и реабилитации детей с проблемами в развитии, специализирующегося на безвозмездном оказании всем нуждающемся необходимой медицинской, педагогической, психологической и иной коррекционной помощи. Центр был создан в 1991 году.
Юридическая служба Фонда в течение 1993—2001 годов проводила систематическую работу в судах по возвращению детям незаконно проданных квартир. Результатом совместной работы Фонда с Прокуратурой РФ явилось внесение изменений в Закон о приватизации жилищного фонда, которые защитили права несовершеннолетних: через суды с участием Фонда возвращено детям более 150 незаконно проданных квартир.
Фонд провел ремонтно-реставрационные работы в старинном московском особняке, доставшемся ему в практически разрушенном состоянии, и стал лауреатом конкурса Правительства Москвы на лучшую реставрацию, воссоздание памятников архитектуры и других объектов историко-градостроительной среды Москвы «Реставрация-99». В годы работы фонда это здание на Ленинградском проспекте являлось одним из важнейших культурных центров столицы, ориентированных на работу с детьми и молодежью.
С 1990 года в составе РОФ МДФ работала профессиональная киностудия «Анимафильм». На студии в разные годы работали Валентин Караваев, Мария Муат, Наталья Орлова, Андрей Хржановский, Аида Зябликова и многие другие. С 1996 года при государственной финансовой поддержке на киностудии создавались фильмы собственного производства («Ночь перед Рождеством» (реж. Е. Михайлова), «Как тигрёнок искал полоски» (реж. О. Кузнецов, И. Ракитина), «Большой полёт» (реж. Ю. Исайкин), «Гамбит» (реж. Я. Сморгонский), «На огненном коне…» (реж. Э.Беляев) и др.), удостоенные отечественных и международных наград, в числе которых номинации на премию «Ника» за лучший анимационный фильм, премию Национальной Академии Кинематографических Искусств и Наук России «Золотой Орел» как «Лучший анимационный фильм», призы международного кинофорума «Золотой Витязь», международного к/ф «Радонеж» и другие.
На базе профессиональной киностудии была организована детская мультстудия.
В 1997 году МДФ выступил организатором первого в стране Международного фестиваля экранного творчества детей «Московские каникулы».
По инициативе Московского детского фонда в 1998 году Правительством Москвы учрежден День детского кино.
С 2009 году фондом организовывался ежегодный молодёжный конкурс фильмов сверхкороткого формата «Московская минута», на котором представлялись экранные работы авторов от 3 до 18 лет продолжительностью до 1 мин.
Фондом был создан Музей детского кино и экранного творчества детей (более 3 тысяч единиц хранения). В 2017 году после закрытия организации коллекция Музея Московского детского фонда была передана в дар Государственному центральному музею кино.
Фондом подготовлены и изданы книги, в числе которых:
- Сборник «Тайны пушкинского слова» (1999 г.)
- Сборник «Когда Луна вместе с Солнцем» (Экран — детям, дети — экрану) (2002 г.)
- «Мальчик и домовой» (сказочная повесть И. Рауш-Тарковской, победитель конкурса «Лучшая книга для семейного чтения» в рамках поддержанного Комитетом общественных связей Правительства г. Москвы проекта «Семья за книгой» (2008 г.)
- «Ключи к экранному творчеству» (Рассказы о мультипликации) В. Курчевского (2014 г.), фактически первое в современной России авторское изложение истории отечественного мультипликационного искусства, подготовлены к публикации лекции по истории зарубежной литературы известного литературоведа, заслуженного деятеля искусств В. Бахмутского «Время первых» (2013)[31].

Представители Московского детского фонда неоднократно награждались почетными дипломами различных городских и федеральных организаций, а также наградами Русской Православной Церкви за участие в решение проблем детства.

### Ликвидация фонда
В июне 2017 года на общем собрании учредителей РОФ МДФ (протокол от 05 июня 2017 г.) принято решение об осуществлении мероприятий по ликвидации Регионального общественного благотворительного фонда «Московский детский фонд».